# 暗喉隐蜂鸟
，是雨燕目蜂鸟科的一种鸟类。
暗喉隐蜂鸟体重约3.4克，翼长约47.6毫米，嘴峰长约27.4毫米，喙宽度约2.5毫米，喙厚度约2.2毫米，跗蹠长约4.1毫米，尾长约55.3毫米。暗喉隐蜂鸟在其分布区内为留鸟，其栖息在密集的高大树木组成的森林中，食性为草食性，主要食物来源是植物的花蜜。
暗喉隐蜂鸟分布于巴西东南部（米纳斯吉拉斯州南部和圣埃斯皮里图州至圣卡塔琳娜州）。该物种是单型物种，没有亚种分化。